# Heine-Velox

Heine-Velox (Гейне-Велокс) — з 1905 року американський виробник автомобілів. Штаб-квартира розташована в Сан-Франциско, штат Каліфорнія. У 1923 році компанія припинила виробництво автомобілів.

## Густав Отто Лудольф Гейне. Заснування компанії
Густав Отто Лудольф Гейне був уродженцем Німеччини. Коли хлопцеві було 5 років, його батьки з усією родиною прибули до США, шукаючи кращої долі, як і інші засновники автомобільної компанії з Німеччини — сім'я Дюзенбергів. Гейне оселилися в штаті Каліфорнія, було це 1873 року.
У віці 16 років Густав покидає рідну домівку і їде в Сан-Франциско. Там він влаштовується прибиральником у фірму Bruenn Piano Company. Допитливий хлопець навчився професійно налаштовувати піаніно, а через 2 роки був уже компаньйоном містера Брюна. Однак незабаром почалися конфлікти, і містер Брюн покидає свою компанію, залишивши її Гейне, а також шрам на щоці на згадку про дуель. Гейне перейменовує фірму в Heine Piano Company.
Густав не почивав на лаврах, а до ночі засиджувався в кабінеті, постійно щось проєктуючи, хоча й мав лише 5 класів освіти. Так, він спроєктував систему, яка підігрівала басейн, коли топився камін. Гейне придумав багато потрібних і непотрібних винаходів, при цьому нічого не патентуючи. 1888 року, тобто всього через два роки після винаходу Карла Бенца, Густав сконструював машину з фрикційною трансмісією. Пізніше він про це заявляв, хоча жодних фактів, що підтверджували б винахід, не збереглося.
У 1903 році Гейне вирішив популяризувати автомобілізм на західному узбережжі США, ставши першим дилером «Форда», через рік він почав продавати машини фірми Queen. Тоді ж він знайомиться з Елбертом Дж. Холлом, який починає будувати двигуни для спортивних машин Гейне. Густав любив гонки і часто брав участь у гонках з підйому на пагорб.

## Початок виробництва автомобілів
У 1905 році Холл починає працювати у Гейне, замінюючи йому водія, механіка і представляючи його бізнес-інтереси. Тоді ж Гейне заявляє, що будуватиме власні автомобілі. Незабаром з'являється перша машина моделі 35/40НР. Це був перший автомобіль, карбюратор якого підігрівав паливо перед подачею в циліндри.
До весни 1906 року було побудовано ще 2 примірники. У квітні 1906 року стався землетрус в Сан-Франциско, а слідом за ним і пожежа, близько 300 тисяч людей залишилися без даху над головою, а загалом у місті тоді проживало 410 000 осіб. Гейне віддав свої машини військовим, оскільки в місті було введено воєнний стан, для транспортування поранених, трупів і продовольства. Одну з машин викрали, і коли нарешті її знайшли покинутою, з'ясувалося, що злодії проїхали без мастила і води доволі велику відстань. Заливши лібріканти в машину, Гейне вирушив додому, де розібрав мотор і з подивом виявив, що зносу колінчастого валу практично не було, хоча механізм працював на суху.
Після землетрусу Гейне продає вціліле майно фірми і переїжджає в Мілвокі. Там він разом з Холлом проєктує новий автомобіль моделі М 45HP з 5.8 л мотором. Автомобіль представили публіці в рамках автомобільної виставки Сан-Франциско, яка проходила в щойно побудованому будинку «Golden Gate Park».
Машина, фото якої не збереглося, рекламувалася як «Найпотужніший автомобіль у світі для своєї ваги та розміру з найменшою кількістю частин».
Машину виставляли на стенді фірми Roy Mauvais Motor Company, Рой Мов'є теж був виробником піаніно, який, розбагатівши, купив інжинірингові фірми і намагався будувати автомобілі. На цій виставці менеджер однієї лісопилки з Аламеди замовив один автомобіль.
Гейне планував виробляти до 50 машин на рік, однак різко змінив свої плани вже в 1908 році і припинив взагалі автомобільний бізнес, приділяючи весь час процвітаючому бізнесу з продажу піаніно. До речі, він не тільки виробляв, але і продавав чужі піаніно в Сан-Франциско і Мілвокі під своїм брендом.

Heine-Velox V12 Sedan

У січні 1921 року Густав Гейне купує Economy Steel Manufacturing Company, яка виробляє причепи та візки для них. Тоді ж готується 12-циліндровий автомобіль, особливий у всіх аспектах для того часу.
По-перше, автомобіль мав модернізований двигун V12 фірми Weidely об'ємом 6.4 л і потужністю 75 сил. У той час тільки 3-4 фірми ставили на свої машини такі мотори (Packard, Kissel, Pahtfinder).
Машина оснащувалася гідравлічним приводом гальм усіх коліс, ставши першою машиною у світі з такою системою. Досі ходить багато суперечок, чия була конструкція: деякі пишуть, що Lockheed, хтось пише, що сам Гейне сконструював, хтось каже, що його зам — Авенір Добл, а хтось присвоює розробку молодому механіку фірми — Йозефу Молінарі. Однак ємність у 19 л перебувала під панеллю приладів, не виходячи з машини можна було доливати мастило в резервуар для задніх або передніх коліс. Що цікаво, там же можна було заблокувати гальма, щоб машину не можливо було викрасти.
Також під панеллю приладів був бак для оливи, а на самій панелі — індикатор рівня оливи; якщо олива закінчувалася, то можна було її долити, знову-таки не виходячи з машини. Сама панель приладів була встановлена під кутом у 45 градусів, Гейне вважав, що так зручніше стежити за приладами, яких, до речі, в ту пору на інших машинах практично не було. А під панеллю приладів було пристосовано не тільки резервуари для технічних рідин, але і ящики для поклажі, наприклад, інструментів.
До речі, для маніпулювання коробкою передач і ручником водієві не доводилося відривати спину від спинки сидіння.
Шасі машини було низьким, а кузов одягався на раму не зверху, а ніби обволікав його, що робило машину нижчою. Кузовів було заявлено три: тип «Вікторія», седан і лімузин, причому кузови будувалися силами власної фірми — Heine-Velox Engineering Company.
Кузов типу седан мав цікаву особливість. Він мав 3-секційну структуру даху, при бажанні можна було зняти передню або задню частину кузова, роблячи з машини або «Таун Кар» («Купе Де Віль»), або ландоле, також можна було зняти центральну частину кузова, тоді машина перетворювалася на фаетон. Іншою цікавою особливістю була наявність сучасної системи відкривання вікон у дверях, тобто вікна відкривалися і закривалися «крутилкою»: машини того часу якщо і мали вікна, що опускалися, то опускалися-піднімалися вони за допомогою ременя, який не можна було зафіксувати.
Лобове скло було цільним, без складових частин, розташовувалося під нахилом і бічним трикутнім віконцем кріпилося через гумові ущільнювачі, щоб комахи і пил не потрапляли в салон.
Оскільки сам Гейне любив подорожувати, то і свій автомобіль він спроєктував пристосованим для подорожей: багаж можна було кріпити на задній стінці кузова, встановлювати на передній бампер перед радіатором, і ще було зроблено спеціальні металеві ящики, що закривалися, на підніжках.
Фари стояли на вершині крил, це було зроблено для того, щоб краще освітлювати дорогу, але найцікавіше було в самих фарах, адже вони мали дві лампочки — для дальнього і ближнього світла, лампочки переключалися за допомогою вакууму.
У салоні для задніх пасажирів була така опція, як упор для ніг, який можна було фіксувати в будь-якому положенні. Однак Гейне не мав бажання возитися з патентними бюро, щоб запатентувати свої інновації. У 1921 році він приїхав у Детройт на своїй машині і попросив про зустріч з головним інженером фірми «Шевроле», але той так довго йшов до нього, що Гейне вирішив залишити машину, яку хотів йому продемонструвати, на території заводу, а сам пішов трапезувати. Через рік серійні машини «Шевроле» стали оснащуватися такою ж системою відкривання вікон, якою оснащувався автомобіль Heine-Velox.

## Припинення виробництва автомобілів. Закриття компанії
З 1921 по 1923 рік фірма побудувала 5 машин: 3 седани, один з кузовом «Вікторія», і ще одну машину з кузовом лімузин недобудувала, оскільки сама фірма Heine-Velox Engineering Company припинила свою діяльність у 1923 році.
Дочка Густава Гейне згадувала, що батько всі 5 машин залишив собі і милувався ними. Одного разу відомий голлівудський актор надіслав Гейне чек на 25 000 доларів, бажаючи купити таку машину. У 1921 році на ці гроші можна було купити 50 Ford T або два Rolls-Royce Silver Ghost 40/50HP у повній комплектації і з кузовами іменитих фірм і плюс ще 10 Ford T. Однак ексцентричний Гейне написав на чеку з іншого боку: «Дякую, але ми не приймаємо пожертвування, оскільки не займаємося благодійністю». Тим самим історики називають цю машину найдорожчою машиною початку 1920-х років.
Сам Гейне після закриття автомобільного підрозділу в 1923 році усамітнився на своїй віллі в Південній Каліфорнії, де проводив весь час, граючи на піаніно і складаючи музику — йому тоді було 60 років. Попутно Гейне почав купувати рідкісні машини, створюючи колекцію; кажуть, що він знайшов і купив один з перших своїх автомобілів, проте після його смерті в 1959 році слід машини загубився.
Одну зі своїх машин Гейне подарував братові Фреду, але той був поганим водієм і постійно бив машину. У 1930-х роках він передарив машину сестрі Розалії. Її сім'я трохи покористувалася машиною, але, визнавши її застарілою і незграбною, залишили на задньому дворі, а з часом і зовсім перетворивши її на курник.
У такому стані машину й придбав колекціонер 1973 року. Машина так і зберігалася до недавнього часу, поки кілька років тому її не викупили інші люди, які збираються закінчити реставрацію цього авто.
Найкрасивішим вважали варіант з кузовом Victoria.
Після смерті Гейне три машини позичили одному дилеру для залучення клієнтів, однак машини кудись пропали, а члени сім'ї нічого за них не отримали, та попри це разом з автомобілем-курником на сьогодні збереглося 4 автомобілі, оскільки лімузин не був добудований, а один автомобіль згорів під час пожежі.

## Список автомобілів Heine-Velox
- 1905 — Heine-Velox 35/40HP
- 1906 — Heine-Velox M 45HP
- 1921 — Heine-Velox V12